# Ululodes floridanus
Ululodes floridanus là một loài côn trùng trong họ Ascalaphidae thuộc bộ Neuroptera. Loài này được Banks miêu tả năm 1906.